# Charles Gorrie Wynne
Charles Gorrie Wynne FRS (18 de maio de 1911 — 1 de outubro de 1999) foi um engenheiro inglês.

## Prêmios
- Medalha e Prêmio Young, 1971
- Medalha Rumford, 1982